# Châtellerault
Châtellerault er en fransk provinsby beliggende nordøst for Poitiers. 
Byens levebrød stammer fra Vienne, og byen kan opfattes som højborg for Frankrigs pulserende handel, og dermed også kultur.

## Kendte personer fra Châtellerault
- Clément Janequin (ca.1485–1558), komponist.
- Émile Georget (1881-1960), cykelrytter.
- Jean-Pierre Thiollet (1956-), forfatter.
- Benoît Cauet (1969-), fodbolspiller.
- Sylvain Chavanel (1979), cykelrytter.
- Sébastien Chavanel (1981-), cykelrytter.